# Five Islands (Nova Scotia)
Die Five Islands sind eine Gruppe von fünf kleinen Inseln mit einer Gesamtfläche von knapp 1 km². Sie befinden sich etwa 15–20 km südöstlich von Parrsboro im Minas Basin, dem östlichen Ast der oberen Bay of Fundy, in Nova Scotia, Kanada. Die Namen der Inseln lauten, von Ost nach West:
- Moose (Elch)
- Diamond (Diamant)
- Long (lang)
- Egg (Ei)
- Pinnacle (Nadel)

Die Namen beziehen sich auf die Form der einzelnen Inseln. Die mit Abstand größte und zugleich dem Festland in Gestalt der Nova-Scotia-Halbinsel nächstgelegene Insel ist Moose. Diese Insel war auch als einzige der Five Islands bewohnt. Laut einer Legende der Mi’kmaq wurden die Inseln vom Gott Glooscap erschaffen, als dieser Erdstücke in Wasser warf.

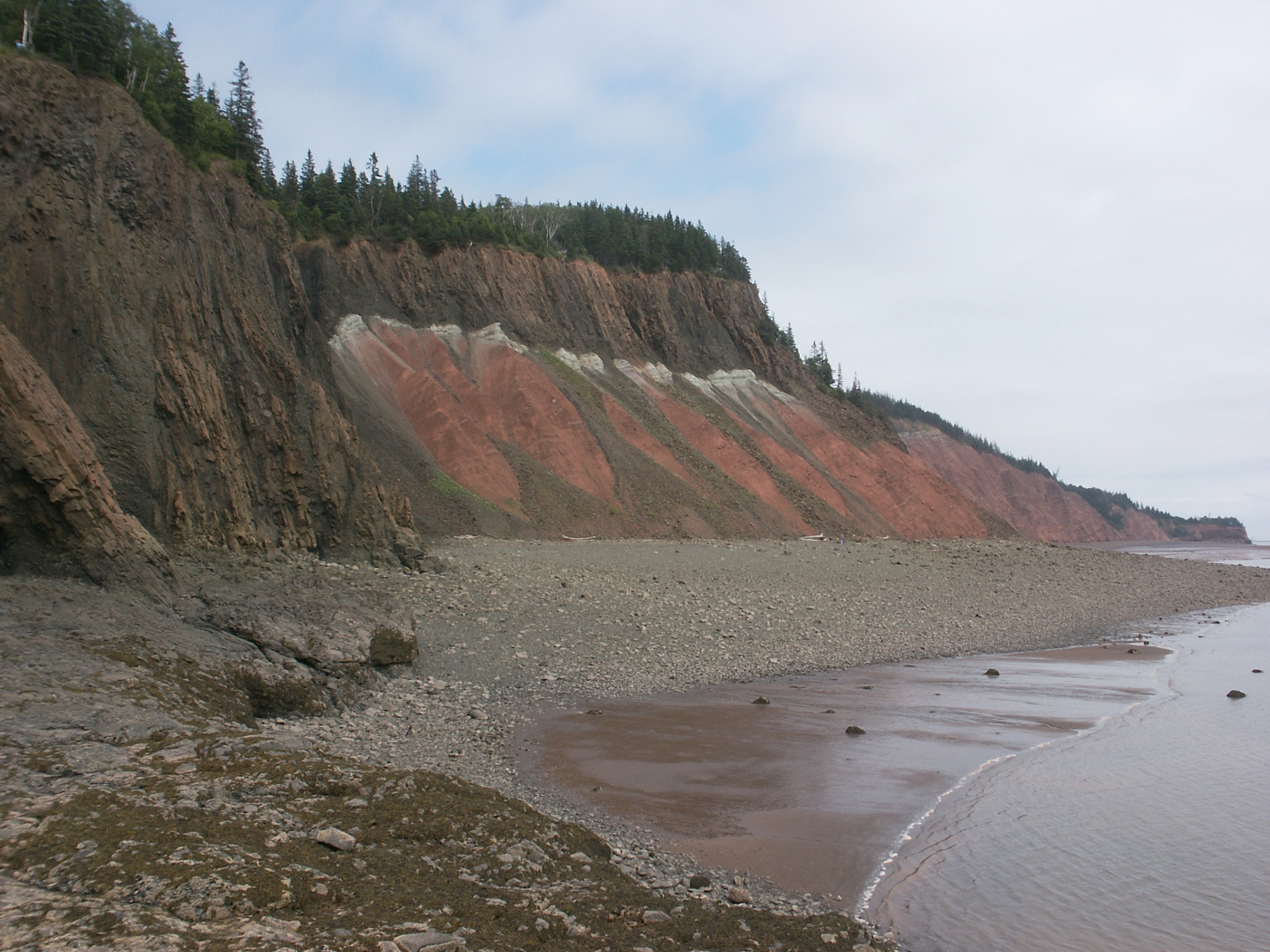
North-Mountain-Basalt überlagert Rotsedimente der Blomidon-Formation. Die Aufnahme zeigt nicht direkt eine der Five Islands, sondern das Kliff am Fuß der Südwestflanke des Economy Mountain auf dem unmittelbar östlich benachbarten Festland. Ganz ähnlich sieht es aber auch an der Südseite von Moose Island aus.

Geologisch sind die Five Islands Erosionsreste von Basalt-Decken, die vor etwa 200 Mio. Jahren an der Wende von der Trias zum Jura im Zuge der Grabenbruchbildung in einer Frühphase der Öffnung des Zentralatlantiks entstanden sind. Diese Basalte werden auch North-Mountain-Formation genannt und mit ähnlich alten basaltischen Gesteinen im Osten Nordamerikas, im Nordosten Südamerikas und in Westafrika unter der Bezeichnung Central Atlantic Magmatic Province (CAMP) zusammengefasst. Der CAMP wird überregionale erdgeschichtliche Bedeutung beigemessen, indem ihre Effusion bzw. die damit verbundene Freisetzung klimawirksamer Gase für das globale Massenaussterben an der Trias-Jura-Grenze verantwortlich gemacht wird.
Der North-Mountain-Basalt überlagert Sand-, Silt- und Tonsteine aus der Obertrias (Blomidon-Formation) und wird wiederum von ähnlichen Sedimenten des Unterjura (McCoy-Brook-Formation, Hettangium–Pliensbachium) überlagert. Da der Basalt erosionsbeständiger ist als Sandstein, bildet er Felseninseln, wie die Five Islands, oder Landvorsprünge in der Küstenlinie. Bei den Five Islands handelt es sich um die westliche Fortsetzung des Economy Mountain, eines Basalt-Rückens, der das Festland unmittelbar östlich der Five Islands aufbaut. Bloomidon- und North-Mountain-Formation lassen sich an der Südseite von Moose und der Südflanke des Economy Mountain deutlich voneinander unterscheiden – der oberflächlich hellgraue bis rostbraune Basalt befindet sich über dem rötlichen Sandstein. Auf den Inseln und dem östlich benachbarten Festland fallen die Schichten mit etwa 10–20° nach Norden ein. Unmittelbar vor der Nordküste der Inseln und an der Nordflanke des Economy Mountain stehen die ebenfalls rötlichen Sandsteine der McCoy-Brook-Formation an.
Die Five Islands werden nicht permanent vom Meer umspült, sondern liegen in einem Wattgebiet. Tatsächlich ist die Bay of Fundy und mit ihr das Minas Basin die Küstenregion mit dem höchsten Tidenhub weltweit. An den Five Islands sind es bis zu 15 m, im Schnitt rund 11 m. Daher sind die Inseln bei Niedrigwasser oft alle miteinander verbunden und es ist möglich, sie vom Festland aus zu Fuß zu erreichen.
Administrativ gehört die Inselgruppe zur Gemeinde Five Islands im Colchester County.